# عبدالخالق مجاهد
عبدالخالق مجاهد (زاده: ۱۳۳۵ ولسوالی/شهرستان چوره ولایت/اُستان اروزگان) یک سیاست‌مدار اهل افغانستان است. او نمایندهٔ مردم اروزگان در دوره پانزدهم مجلس نمایندگان افغانستان بود.

## زندگی‌نامه
عبدالخالق مجاهد متولد ۱۳۳۵ از ولسوالی/شهرستان چوره ولایت/اُستان اروزگان است. او تحصیلات خود را تا صنف ۱۴ در دارالمعلمین ولایت/اُستان قندهار به اتمام رساند و با آغاز دوران جنگ به جبهه مجاهدین پیوست.

## دیگر فعالیت‌ها
- امیر ولایتی/اُستانی و فرمانده تنظیم حزب جمعیت اسلامی در ولایت/اِستان اروزگان.[۱]
- فرمانده فرقه اروزگان در دوران طالبان.[۱]
- ولسوال/فرماندار ولسوالی/شهرستان چوره پس از سقوط طالبان.[۱]